# Bellegarde, Gard
Bellegarde är en kommun i departementet Gard i regionen Occitanien i södra Frankrike. Kommunen ligger i kantonen Beaucaire som tillhör arrondissementet Nîmes. År 2022 hade Bellegarde 7 929 invånare.

## Befolkningsutveckling
Antalet invånare i kommunen Bellegarde
Referens:INSEE